# Võrsna
Võrsna – wieś w Estonii, w prowincji Sarema, w gminie Valjala.